# Corydalis polyphylla
Corydalis polyphylla är en vallmoväxtart som beskrevs av Hand.-mazz.. Corydalis polyphylla ingår i släktet nunneörter, och familjen vallmoväxter. Inga underarter finns listade i Catalogue of Life.